# أندريا ستراماتشوني
أندريا ستراماشيوني (ولد في روما بتاريخ 9 يناير 1976) هو مدافع كرة قدم إيطالي سابق ومدير فني سابق للانتر. بدأ مسيرته الكروية مع بولونيا، ولكن، بعد اصابة خطيرة في الركبة اضطر إلى اعتزال كرة القدم في موسم 1994-1995 وتوجهة إلى عالم التدريب فبدء بتدريب فرق الشباب في عمر 25 عاماً في أحد اندية مدينة روما وهو Az Sport وحصل معها على بطولة المدينة واستمر في تدريب فرق الشباب بعد حصوله عام 2003 على شهادة تدريب فرق الشباب، وفي عام 2005 انظم إلى الجهاز الفني لفريق شباب روما وفي 9 مايو 2009 حصل على شهادة Italy second category licence والتي تخوله بالعمل كمدير فني لفرق الدرجة الثالثة في إيطاليا أو كمدرب مساعد في الدوري الإيطالي للدرجتين الثانية والأولى ثم انتقل إلى التدريب فريق الانتر تحت 19 عام Internazionale Primavera في صيف 2011 وفي 26 مارس اقيل رانيري من منصبه وعينة ستراماشوني مديراً فنياً للانتر على أن يحصل على شهادة UEFA Pro التي تخوله العمل كمدرب محترف في الدوري الايطال Serie A في يونيو 2013 و اخر محطه کانت له هي الاستقلال الإيراني

## وصلات خارجية
- أندريا ستراماتشوني على موقع قاعدة بيانات كرة القدم.إي يو (الإنجليزية)
- أندريا ستراماتشوني على موقع عالم كرة القدم.نت (الإنجليزية)